# وادي قنا (السعودية)
وادي قنا أحد أهم اودية تهامة، يغذي هذا الوادي ويعتبر رافدًا هامًا لوادي حلي، ويغذى وادي قنا من عدة أودية فرعية.

## الأودية المغذية له
- وادي حوية.
- وادي معصم والمعشور.
- وادي لتين.
- وادي الخب.
- وادي الحازب.

## طبيعة الوادي
وادي قنا وادٍ كبير، وهو مخضر طوال العام، تكثر فيه النباتات البرية، ويكثر فيه الرعاة والنَّحَّالون، لكثرة الاشجار فيه.